# Max Headroom (videogioco)
Max Headroom è un videogioco di avventura dinamica pubblicato nel 1986 per Amstrad CPC, Commodore 64 e ZX Spectrum dalla Quicksilva,  tratto da Max Headroom e in particolare dal film TV che diede inizio alla saga.

## Trama
In un futuro dominato dall'industria televisiva, la maggiore compagnia mondiale Network 23 si è impadronita di Max Headroom, un noto presentatore completamente virtuale, e lo detiene al piano 210 del proprio grattacielo di 211 piani, intenzionata a sfruttarlo per i propri loschi scopi. Per recuperarlo, viene ingaggiato il reporter Edison Carter con la sua sovrintendente Theora Jones. Edison deve introdursi nottetempo nel grattacielo e superare complessi sistemi di sicurezza, con l'aiuto informatico del programma Maxhunter di Theora.

## Modalità di gioco
Il giocatore controlla Edison che inizia alla base del grattacielo e deve anzitutto muoversi tra i piani usando l'ascensore. Solo i piani 200-211 sono rilevanti per completare la missione, e per accedervi bisogna inserire i rispettivi codici (forniti dal manuale del gioco) nel sistema di controllo dell'ascensore. In caso di errore si viene mandati in un piano a caso degli altri 199 inutili; poiché ci sono due ascensori ai lati opposti del palazzo, ma per andare via non è possibile usare lo stesso con cui si è arrivati, sarà comunque necessario attraversare il piano sbagliato per raggiungere l'altro ascensore.
La selezione del piano consiste in un rompicapo con un display a sette segmenti di un solo carattere. In un tempo limitato il giocatore deve attivare i segmenti per comporre il codice del piano, muovendo un cursore su dei contatti collegati a ciascun segmento. I segmenti accesi si affievoliscono rapidamente fino a disattivarsi di nuovo; il codice dev'essere completo nel momento in cui scade il tempo.
Quando ci si trova su un piano la visuale diventa isometrica con orientamento diagonale e si può muovere direttamente Edison, mostrato come un omino stilizzato. Ogni piano è composto da diverse schermate contigue con corridoi e stanze, e hanno tutti la stessa conformazione, ma può cambiare l'arredamento degli uffici, comunque solo decorativo. Tutto l'ambiente è visibile al giocatore; le pareti interne sono invisibili e le stanze sono delimitate solo dal loro perimetro sul pavimento. Edison può correre in quattro direzioni lungo i corridoi, mentre entrando in una stanza viene automaticamente effettuata una perquisizione, con la possibilità di trovare uno dei quattro codici di sicurezza necessari per liberare infine Max.
I corridoi sono pattugliati da robot antropomorfi, anch'essi omini stilizzati, che camminano e sparano proiettili a Edison, riducendone gradualmente l'energia se lo colpiscono, fino all'eventuale morte e sconfitta. Edison è disarmato e può soltanto cercare di evitarli. C'è anche un limite di tempo totale, da mezzanotte alle 6:00. Si può recuperare l'energia riposando, ma il tempo così scorre più veloce. Nell'edificio si aggirano anche le due persone che hanno rapito Max e se prendono Edison la sconfitta è immediata.
Due serie di icone attorno alla visuale permettono di accedere a varie funzioni svolte da Edison (mostrare la visuale delle telecamere del piano, uscire dalla stanza, riposare, attivare il movimento) o in remoto da Theora (chiamare l'ascensore, accedere al sistema di sicurezza di un piano, mostrare le posizioni dei due avversari umani). Accedere al sistema in particolare è necessario per sbloccare le porte e consentire a Edison di entrare nelle stanze del piano. La procedura è un altro rompicapo, dove una rapida sequenza di quattro luci e suoni deve essere memorizzata e ripetuta al contrario dal giocatore.
Se si completa l'avventura appare un'animazione di Max che parla al giocatore nel suo tipico stile, con sintesi vocale (su ZX Spectrum è supportata anche la periferica di sintesi Currah μSpeech).

## Accoglienza
Secondo le stime di alcuni degli sviluppatori, Max Headroom vendette intorno a 10 000 copie per ciascuna delle tre piattaforme nel Regno Unito. Le stime sono approssimative, in quanto raramente ricevevano dati di vendite dagli editori.